# Egri FC
Egri Futball Club ist ein ungarischer Fußballverein aus Eger. Der Verein, der bis heute noch nie ungarischer Fußballmeister wurde, spielt derzeit in der Nemzeti Bajnokság III, der dritthöchsten ungarischen Liga, und trägt seine Heimspiele im Szentmarjay-Tibor-Városi-Stadion aus, das Platz bietet für 6.500 Zuschauer. 

## Geschichte
Der Verein Egri Futball Club wurde im Jahre 1907 in der Stadt Eger, mit reichlich 50.000 Einwohnern im Norden Ungarns gelegen, gegründet. Über die Jahre hinweg durchlief der Verein eine ganze Reihe Namensänderungen, die vor allem durch die politisch wechselhaften Verhältnisse im Ungarn des 20. Jahrhunderts zu tun haben. Insgesamt kann Eger FC fünf Spielzeiten in der höchsten ungarischen Fußballliga, der Nemzeti Bajnokság aufweisen. Zuletzt fand man den Verein in der Saison 2012/13 in Ungarns Eliteliga, nachdem im Vorjahr der erste Platz in der Ost-Gruppe der zweiten Liga mit sieben Zählern vor Szolnoki MÁV FC erreicht wurde. Doch nach dem Aufstieg konnte sich Eger FC nicht im Ansatz in der Nemzeti Bajnokság halten, schon nach einem Jahr musste man, nachdem man die Saison nur auf letzten Platz mit gerade einmal fünfzehn erzielten Punkten beendete, wieder absteigen.
Danach wurde Egri FC sogar bis in die Drittklassigkeit durchgereicht, da man aufgrund finanzieller Engpässe keine Zulassung für die Nemzeti Bajnokság II 2013/14 erhalten hat und somit in dieser Saison in der drittklassigen Nemzeti Bajnokság III antritt.

## Erfolge
- Aufstieg in die Nemzeti Bajnokság: 1× (2011/12)

## Ehemalige Trainer
- Tibor Kemény